# Gouvernement al-Asima (Kuwait)
Al-Asima (arabisch العاصمة, DMG al-ʿĀṣima ‚die Hauptstadt‘), auch bekannt unter dem Namen al-Kuwait, ist eines der sechs Gouvernements in Kuwait. Es umfasst den Kernbereich der Stadt Kuwait und einige vorgelagerte Inseln. Das Gouvernement besteht aus folgenden Distrikten:
- Dahiya Abduallah as-Salam (arabisch عبدالله السالم)
- Adailiya (arabisch العديلية)
- Bnied al-Gar (arabisch بنيد القار)
- Daiya (arabisch الدعية)
- Dasma (arabisch الدسمة)
- Dasman
- Sharq
- Faiha (arabisch الفيحا)
- Faylakah (Besteht aus den Inseln Failaka, Miskan und Auha)
- Kaifan (arabisch كيفان)
- Chaldiya
- Mansouriya (arabisch المنصورية)
- Mirqab (arabisch المرقاب)
- al-Nuzha (arabisch النزهة)
- al-Qādisiyya (arabisch القادسية)
- Qortuba (arabisch قرطبة)
- Rauda (arabisch الروضة)
- Shamiya (arabisch الشامية)
- Shuwaikh Port (arabisch الشويخ)
- Sulaibikhat
- Surra (arabisch السرة)
- Yarmouk (arabisch اليرموك)

In der arabischen Sprache bedeutet al-Asima „Die Hauptstadt“. In al-Asima befinden sich die meisten kuwaitischen Finanz- und Businesszentren wie zum Beispiel die Kuwait Stock Exchange.

## Politik
Nasir Sabah Nasir Mubarak I war von 1962 bis zu seinem Tod im Jahr 1979 der erste Gouverneur des Gouvernement. Danach hatte Salim Sabah Nasir Mubarak I diesen Posten inne. Auf diesen folgte dann Jabir Abdallah Jabir Abdallah II im Jahr 1985. Der derzeitige Gouverneur Thabit Al Muhanna hat den Posten seit 2014 inne.